# 竹麓輔
竹 麓輔（たけ ろくすけ、1957年9月4日 - ）は、日本の料理人。むつみ屋の創業者。本名は、佐藤 薫。

## 人物
1957年9月4日、夕張市生まれ。幼少時代に小樽市に移住。
大学受験で、東京に住み始めるが、小樽に戻る。小樽市で北大学力増進会（現在の進学会の前身）に勤務し、事務から関連会社の増進印刷へ異動、最終的には部長となる。副業として、1987年ごろ、友人と共同で南小樽でラーメン屋「蔵屋」を開業。月の売り上げが1000万円に達するなど繁盛し札幌市でも開業するものの挫折し、借金が9000万円まで膨らむほどとなり借金がらみで軟禁されるはめになる。
1996年12月24日、ラーメン店の『むつみ屋』を、人口4000人ほどの月形町で開業する。最初の日は、客が2人であった。1997年の道新スポーツの『あなたが選ぶラーメン大賞』にむつみ屋が入賞。
1998年には、川崎市溝の口に出店。その後もむつみ屋は本州に重点的に出店となる。
2000年6月、株式会社ハートランドを設立。
2002年12月、テレビ東京系の「ラーメンカップ2002」で『人気店カリスマ店主10名』の1人に選ばれる。
2003年3月、本人の名前を評した『竹麓輔商店』を札幌市中央区の札幌ステラプレイスにオープン。
2005年、ジンギスカン料理の店『熱風ジンギスカン カルニチン堂』を東京都目黒区自由が丘に開店。
2013年11月1日、株式会社ハートランドは東京地裁へ自己破産を申請、負債15億3000万円。
2019年1月18日、東京都中野区に『竹麓輔創作工房 竹麓らーめん』をオープン。7月1日、フードクリエイトジャパンにより竹麓輔監修によるラーメン屋『恵比寿商店』が岩見沢にオープン。
2020年3月現在、札幌を含む道内3店舗を展開。

## テレビ番組
- 日経スペシャル ガイアの夜明け 世界食材獲得バトル ～幻の味を求めて～（2006年3月28日、テレビ東京）[3]。- 幻のマトンを求める取組を取材。